# Tour de Catalogne 1993
Le Tour de Catalogne 1993 est la 73e édition du Tour de Catalogne, une course cycliste par étapes en Espagne. L’épreuve se déroule sur 7 étapes du 9 au 15 septembre 1993 sur un total de 895,1 km. Le vainqueur final est le Colombien Álvaro Mejía de l’équipe Motorola-Merckx, devant Maurizio Fondriest et Antonio Martín Velasco.

## Étapes
| Étape | Date         | Parcours                                            | km    | Vainqueur d’étape            | Leader du classement général |
| ----- | ------------ | --------------------------------------------------- | ----- | ---------------------------- | ---------------------------- |
| 1     | 9 septembre  | Sant Feliu de Guíxols – Sant Feliu de Guíxols (clm) | 6,8   | Maurizio Fondriest (ITA)     | Maurizio Fondriest (ITA)     |
| 2     | 10 septembre | Sant Feliu de Guíxols – L'Hospitalet de Llobregat   | 181,0 | Marcel Wüst (GER)            | Maurizio Fondriest (ITA)     |
| 3     | 11 septembre | L'Hospitalet de Llobregat – Salou                   | 181,1 | Jean-Paul van Poppel (NED)   | Maurizio Fondriest (ITA)     |
| 4     | 12 septembre | Salou – Barcelone                                   | 148,0 | Laurent Jalabert (FRA)       | Maurizio Fondriest (ITA)     |
| 5     | 13 septembre | Granollers - Granollers                             | 164,2 | Laurent Jalabert (FRA)       | Maurizio Fondriest (ITA)     |
| 6     | 14 septembre | Torà – Pla de Beret                                 | 196,0 | Antonio Martín Velasco (ESP) | Álvaro Mejía (COL)           |
| 7     | 15 septembre | Les – Vielha (clm)                                  | 15,6  | Maurizio Fondriest (ITA)     | Álvaro Mejía (COL)           |

### 1reétape[1]
09-09-1993: Sant Feliu de Guíxols, 6,8 km (clm):
|   | Cycliste                 | Équipe  | Temps      |
| - | ------------------------ | ------- | ---------- |
| 1 | Maurizio Fondriest (ITA) | Lampre  | 8 min 00 s |
| 2 | Miguel Indurain (ESP)    | Banesto | + 2 s      |
| 3 | Laurent Jalabert (FRA)   | ONCE    | + 12 s     |

|   | Cycliste                 | Équipe  | Temps      |
| - | ------------------------ | ------- | ---------- |
| 1 | Maurizio Fondriest (ITA) | Lampre  | 8 min 00 s |
| 2 | Miguel Indurain (ESP)    | Banesto | + 2 s      |
| 3 | Laurent Jalabert (FRA)   | ONCE    | + 12 s     |

### 2eétape[2]
10-09-1993: Sant Feliu de Guíxols – L'Hospitalet de Llobregat, 181,0 km :
|   | Cycliste          | Équipe          | Temps           |
| - | ----------------- | --------------- | --------------- |
| 1 | Marcel Wüst (GER) | Novemail        | 4 h 55 min 46 s |
| 2 | Jan Schur (GER)   | Motorola-Merckx | m. t.           |
| 3 | Sean Kelly (IRL)  | Festina-Lotus   | m. t.           |

|   | Cycliste                 | Équipe  | Temps           |
| - | ------------------------ | ------- | --------------- |
| 1 | Maurizio Fondriest (ITA) | Lampre  | 5 h 03 min 45 s |
| 2 | Miguel Indurain (ESP)    | Banesto | + 2 s           |
| 3 | Laurent Jalabert (FRA)   | ONCE    | + 12 s          |

### 3eétape[3]
11-09-1993: L'Hospitalet de Llobregat – Salou, 181,1 km :
|   | Cycliste                   | Équipe        | Temps           |
| - | -------------------------- | ------------- | --------------- |
| 1 | Jean-Paul van Poppel (NED) | Festina-Lotus | 4 h 47 min 04 s |
| 2 | Alfonso Gutiérrez (ESP)    | Artiach       | m. t.           |
| 3 | Laurent Jalabert (FRA)     | ONCE          | m. t.           |

|   | Cycliste                 | Équipe  | Temps           |
| - | ------------------------ | ------- | --------------- |
| 1 | Maurizio Fondriest (ITA) | Lampre  | 9 h 50 min 50 s |
| 2 | Miguel Indurain (ESP)    | Banesto | + 2 s           |
| 3 | Laurent Jalabert (FRA)   | ONCE    | + 12 s          |

### 4eétape[4]
12-09-1993: Salou – Barcelone, 148,1 km :
|   | Cycliste                | Équipe   | Temps           |
| - | ----------------------- | -------- | --------------- |
| 1 | Laurent Jalabert (FRA)  | ONCE     | 3 h 36 min 49 s |
| 2 | Marcel Wüst (GER)       | Novemail | m. t.           |
| 3 | Giovanni Lombardi (ITA) | Lampre   | m. t.           |

|   | Cycliste                 | Équipe  | Temps            |
| - | ------------------------ | ------- | ---------------- |
| 1 | Maurizio Fondriest (ITA) | Lampre  | 13 h 27 min 39 s |
| 2 | Miguel Indurain (ESP)    | Banesto | + 2 s            |
| 3 | Laurent Jalabert (FRA)   | ONCE    | + 12 s           |

### 5eétape[5]
13-09-1993: Granollers, 164,2 km :
|   | Cycliste               | Équipe        | Temps           |
| - | ---------------------- | ------------- | --------------- |
| 1 | Laurent Jalabert (FRA) | ONCE          | 4 h 27 min 15 s |
| 2 | Sean Kelly (IRL)       | Festina-Lotus | m. t.           |
| 3 | Oleh Chuzhda (UKR)     | Deportpublic  | m. t.           |

|   | Cycliste                 | Équipe  | Temps            |
| - | ------------------------ | ------- | ---------------- |
| 1 | Maurizio Fondriest (ITA) | Lampre  | 17 h 54 min 54 s |
| 2 | Miguel Indurain (ESP)    | Banesto | + 2 s            |
| 3 | Laurent Jalabert (FRA)   | ONCE    | + 12 s           |

### 6eétape[6]
14-09-1993: Torà - Pla de Beret, 196,0 km :
|   | Cycliste                     | Équipe          | Temps           |
| - | ---------------------------- | --------------- | --------------- |
| 1 | Antonio Martín Velasco (ESP) | Amaya           | 5 h 29 min 19 s |
| 2 | Oliverio Rincón (COL)        | Amaya           | m. t.           |
| 3 | Álvaro Mejía (COL)           | Motorola-Merckx | m. t.           |

|   | Cycliste                     | Équipe          | Temps            |
| - | ---------------------------- | --------------- | ---------------- |
| 1 | Álvaro Mejía (COL)           | Motorola-Merckx | 23 h 34 min 32 s |
| 2 | Antonio Martín Velasco (ESP) | Amaya           | m.t.             |
| 3 | Maurizio Fondriest (ITA)     | Lampre          | + 11 s           |

### 7eétape[7]
15-09-1993: Les - Vielha, 18,9 km (clm):
|   | Cycliste                 | Équipe          | Temps       |
| - | ------------------------ | --------------- | ----------- |
| 1 | Maurizio Fondriest (ITA) | Lampre          | 23 min 47 s |
| 2 | Álvaro Mejía (COL)       | Motorola-Merckx | + 7 s       |
| 3 | Alex Zülle (SUI)         | ONCE            | + 12 s      |

|   | Cycliste                     | Équipe          | Temps            |
| - | ---------------------------- | --------------- | ---------------- |
| 1 | Álvaro Mejía (COL)           | Motorola-Merckx | 23 h 48 min 26 s |
| 2 | Maurizio Fondriest (ITA)     | Lampre          | + 4 s            |
| 3 | Antonio Martín Velasco (ESP) | Amaya           | + 35 s           |

## Classement général
|    | Cycliste                     | Équipe                | Temps            |
| -- | ---------------------------- | --------------------- | ---------------- |
| 1  | Álvaro Mejía (COL)           | Motorola-Merckx       | 23 h 48 min 26 s |
| 2  | Maurizio Fondriest (ITA)     | Lampre                | + 4 s            |
| 3  | Antonio Martín Velasco (ESP) | Amaya                 | + 35 s           |
| 4  | Miguel Indurain (ESP)        | Banesto               | + 40 s           |
| 5  | Claudio Chiappucci (ITA)     | Carrera Jeans-Tassoni | + 43 s           |
| 6  | Alex Zülle (SUI)             | ONCE                  | + 50 s           |
| 7  | Oliverio Rincón (COL)        | Amaya                 | + 1 min 49 s     |
| 8  | Jesús Montoya (ESP)          | Amaya                 | + 1 min 59 s     |
| 9  | Mikel Zarrabeitia (ESP)      | Amaya                 | + 3 min 29 s     |
| 10 | Harald Maier (AUT)           | Festina-Lotus         | + 3 min 43 s     |

## Classements annexes
|   | Cycliste                 | Équipe          | Points    |
| - | ------------------------ | --------------- | --------- |
| 1 | Julio César Cadena (COL) | Kelme           | 37 Points |
| 2 | Álvaro Mejía (COL)       | Motorola-Merckx | 33 Points |
| 3 | Oliverio Rincón (COL)    | Amaya           | 32 Points |

|   | Cycliste                 | Équipe                | Points    |
| - | ------------------------ | --------------------- | --------- |
| 1 | Asier Guenetxea (ESP)    | Artiach               | 11 Points |
| 2 | Beat Zberg (SUI)         | Carrera Jeans-Tassoni | 9 Points  |
| 3 | Ramon Antonio Rota (ESP) | Kelme                 | 6 Points  |

|   | Cycliste                 | Équipe   | Points    |
| - | ------------------------ | -------- | --------- |
| 1 | Laurent Jalabert (FRA)   | ONCE     | 90 Points |
| 2 | Maurizio Fondriest (ITA) | Lampre   | 69 Points |
| 3 | Marcel Wüst (GER)        | Novemail | 65 Points |

|   | Équipe  | Pays    | Temps            |
| - | ------- | ------- | ---------------- |
| 1 | Amaya   | Espagne | 71 h 29 min 24 s |
| 2 | Banesto | Espagne | + 3 min 56 s     |
| 3 | ONCE    | Espagne | + 7 min 12 s     |